# 조셉 골드스타인
조셉 골드스타인(Joseph Goldstein, 1944년 5월 20일 ~ )은 미국 최초의 명상 지도자다. 잭 콘필드와 쉐런 샐즈버그와 함께 통찰명상협회를 설립하였다. 그는 위빠사나와 자애 명상을 가르친다. 그의 출판물의 대부분은 서양인에게 주로 소승불교의 개념과 전통, 가치를 소개한다.

## 생애
미국 뉴욕주에서 태어났으며 콜롬비아대학교 철학과에 재학중 미국 평화 봉사단원으로 태국에 파견된다. 이 곳에서 불교와 명상을 접하였고 사절단 파견이 종료된 후 7년간 인도에서 수행하였다.

## 명상
그는 한해 중 3개월 동안 집중적으로 명상을한다. 그는 우리가 경험하는 평화와 행복은 소유물이 아니라 마음의 질과 관련이 있다고 말한다. 그의 책 Mindfulness는 불교 텍스트 인 Satipatthana Sutta를 기반으로한다.

## 같이 보기
- 통찰명상협회